# Nyitraszőlős
Nyitraszőlős (szlovákul Vinodol) község Szlovákiában, a Nyitrai kerületben, a Nyitrai járásban.

## Fekvése
A Kisalföld északi részén, Nyitrától 16 km-re délkeletre, a Nyitra folyó bal partján fekszik.

## Élővilága

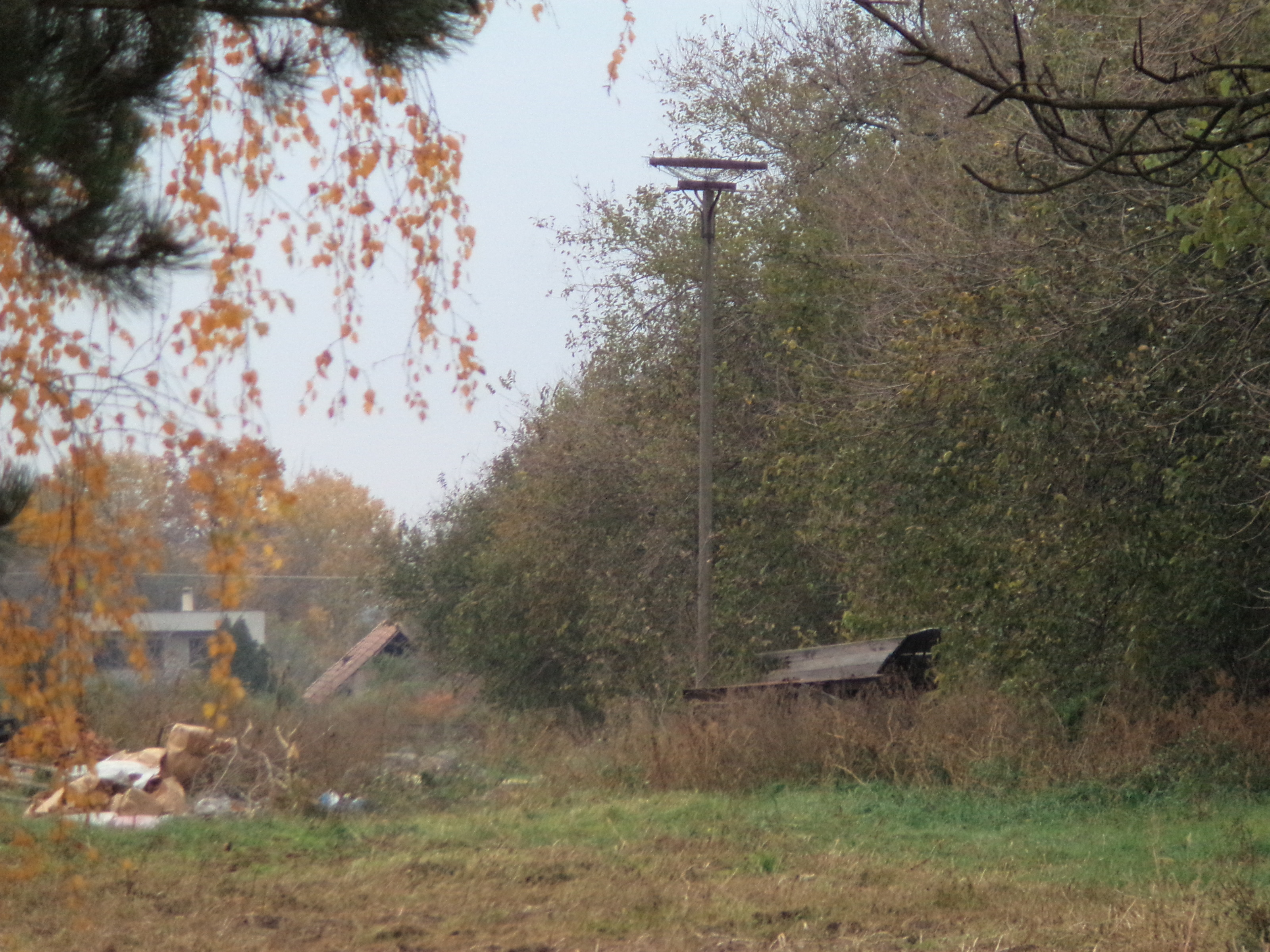
2014

Alsószőlős gazdaudvarában található egy gólyafészek alátét, fészkelésről nincs adat.

## Története
A Cétényke pataknál 9-12. század közé keltezhető cserépmaradványokat találtak.
Felsőszőlőst 1113-ban a zobori apátság birtokainak határleírásában "Zolous" néven említik először. 1214-ben a garamszentbenedeki bencés apátság, a bozóki kolostor és nemesek birtoka.[forrás?] 1247-ben Gyarak határjárásában szerepel, mint érseki nemesek faluja. 1260-ban határjárást végeznek. 1424-ben a Zeuleus-i család egyik része és kéri Heryngh Péter megtámadta Zeuleus-i Dénes helyi nemes anyját, feleségét és testvérét, illetve birtokaikon hatalmaskodtak. 
1426-ban a Felsőszőllősi (de Felseuzeuleus) és a Szőllősi másképp Káptalanföldei (de Zeuleus alio nomine Kaptholonfelde) család megegyeztek birtokperes ügyükben. E szerint Cétény felől és a hegyen volt erdőrész, illetve dél felől mocsár (Welch).
A 16. században a Kürty, Pap és Forgách családoké. 1558-ban többek között Alsószőlősre is adományt szerzett Ghyczy József. 1599-ben a török támadás következtében elpusztult.
A 18. században a Szörényieké és Motesieké. 1715-ben 18 adózó háztartása volt. 1787-ben 43 házában 289 lakos élt. 1828-ban 59 háza és 408 lakosa volt. 1876-ban a Nyitra völgyi településeket is árvíz sújtotta, mindkét falu károkat szenvedett.
Alsószőlőst 1531-ben "Also Zevles" néven említik először, birtokosai a Kun, Thát és Bánky családok voltak. 1715-ben 15 háztartása létezett. 1785-ben 104 házában 563 lakos élt. 1828-ban 105 házát 729-en lakták.
Vályi András szerint "Alsó és Felső Szőlős. Két falu Nyitra Várm. földes Urai Motesiczky, és több Urak, lakosaik külömbfélék, fekszenek egymástól nem meszsze, határjaik jók, réttyeik hasznosak, legelőjök elég, malmok helyben, borok is terem."
Fényes Elek szerint "Szőlős (Alsó), magyar falu, Nyitra vmegyében, Komjátihoz egy órányira: 580 kath., 145 ref., 34 zsidó lak., ref. templommal s anyaekklézsiával; kövér rétekkel. F. u. többen. Ut. p. Nyitra.
"Szőlős (Felső), tót falu, Nyitra vmegyében, 410 kath., 10 zsidó lak. F. u. többen. Ut. p. Nyitra."
"Alsó-Szőlős, magyar község a Czétényke síkságán, 736 r.-kath. és ev. ref. vallásu lakossal, mely utóbbi vallásfelekezetnek itt temploma is van, a mely 1790-ben épült. E község már 1113-ban királyi birtok volt. Későbbi földesura Grassalkovich herczeg és Motesiczky Pál volt. Jelenlegi birtokos caprioriai ifj. báró Wodianer Albert."
"Felső-Szőlős, a Czétényke-völgyben fekvő tót község. Lakosainak száma 441, vallásuk r. kath. Temploma új; épült 1892-ben. Azelőtt is volt már temploma, sőt 1787-ben már iskolája is. Kegyúr a vallásalap. A falu a XII. század elején királyi birtok volt. Későbbi földesúra előbb Grassalkovich herczeg, azután Motesiczky Pál volt, jelenlegi birtokos báró ifj. Wodianer Albert."
A trianoni békeszerződésig mindkét település Nyitra vármegye Érsekújvári járásához tartozott. 1938 és 1945 között újra Magyarország része.
A mai település Alsó- és Felsőszőlős 1960. évi egyesítéséből keletkezett.

## Népessége
| Év:            | 1994. | 2004.   | 2014.   | 2024.   |
| -------------- | ----- | ------- | ------- | ------- |
| Emberek száma: | 1729  | 1891    | 1983    | 2034    |
| Eltérés:       |       | +9,36 % | +4,86 % | +2,57 % |

| Év:            | 2023. | 2024.   |
| -------------- | ----- | ------- |
| Emberek száma: | 2046  | 2034    |
| Eltérés:       |       | -0,58 % |

Alsószőlős és Felsőszőlős eredendően magyar faluk voltak, őshonos lakosságuk azonban a török korban megfogyatkozott. A 18. század kezdetétől betelepülő jelentős számú szláv népesség azután nagyrészt magába olvasztotta magyar lakosságát.
1880-ban Alsószőlős 607 lakosából 355 szlovák, 195 magyar, 37 német anyanyelvű és 20 csecsemő volt; ebből 440 római katolikus, 120 református, 46 zsidó és 1 evangélikus. Felsőszőlős 398 lakosából 339 szlovák, 30 magyar, 10 német anyanyelvű és 18 csecsemő; ebből 389 római katolikus és 9 zsidó vallású volt.
1890-ben Alsószőlős 736 lakosából 369 szlovák, 365 magyar, 1 német és 1 egyéb anyanyelvű; míg Felsőszőlős 441 lakosából 401 szlovák, 31 magyar, 8 német és 1 egyéb anyanyelvű.
1900-ban Alsószőlős 763 lakosából 450 szlovák, 294 magyar, 17 német és 2 egyéb anyanyelvű; ugyanekkor Felsőszőlős 482 lakosából 453 szlovák, 24 magyar, 3 német és 2 egyéb anyanyelvű.
1910-ben Alsószőlősnek 759 lakosából 555 szlovák, 166 magyar, 30 német és 8 egyéb anyanyelvű; Felsőszőlősnek 553 lakosából 500 szlovák és 53 magyar anyanyelvű volt.
1919-ben Alsószőlős 822 lakosából 594 csehszlovák, 210 magyar, 6 német, 1 ruszin és 11 más nemzetiségű, ebből 658 római katolikus, 130 református, 28 zsidó, 5 evangélikus és 1 görögkatolikus vallású; Felsőszőlős 580 lakosából 541 csehszlovák, 36 magyar és 3 német volt, ebből 577 római katolikus és 3 zsidó vallású.
1921-ben Alsószőlős 770 lakosából 535 csehszlovák és 220 magyar; Felsőszőlős 623 lakosából 589 csehszlovák és 29 magyar volt.
1930-ban Alsószőlős 849 lakosából 686 csehszlovák és 145 magyar volt; Felsőszőlős 618 lakosából 606 csehszlovák és 5 magyar volt.
1941-ben Alsószőlős 829 lakosából 554 szlovák és 273 magyar; Felsőszőlős 664 lakosából 581 szlovák és 56 magyar volt.
1991-ben 1671 lakosából 1587 szlovák és 77 magyar.
2001-ben 1851 lakosából 1720 szlovák és 67 magyar volt.
2011-ben 1932 lakosából 1797 szlovák, 49 magyar, 23 cigány, 3 cseh, 1-1 lengyel és morva, továbbá 58 ismeretlen nemzetiségű.
2021-ben 2061 lakosából 1956 (+11) szlovák, 44 (+9) magyar, 9 (+83) cigány, 11 (+6) egyéb és 41 ismeretlen nemzetiségű volt.

## Nevezetességei
- A Rózsafüzéres Szűz Mária tiszteletére szentelt, római katolikus temploma 1892-ben épült későbarokk stílusban.
- A református temploma.
- A barokk Mária-oszlop 1701-ből való.
- A Szentháromság-szobor 1753-ban készült.
- A folyó partján áll Nepomuki Szent János szobra.
- A nyitrai út mellett Szent Donát szobra látható.
- A falu kőből épített haranglába 1876-ban készült.

## Galéria
- Római katolikus templom
- Felsőszőlős Szent Donát szobor 1993-ból
- Sérült szobor

## Külső hivatkozások
- Hivatalos oldal Archiválva 2008. január 19-i dátummal a Wayback Machine-ben
- Szőlősről szóló oldal
- Községinfó
- Nyitraszőlős Szlovákia térképén
- Barsi Református Egyházmegye